# Auguste Desgodins
Auguste Desgodins, född 1826, död 1913, var en fransk missionär.
Desgodins var en av de främsta pionjärerna i utforskandet av Tibet. Desgodins började redan 1855 sina försök att intränga i landet, och efter flera fruktlösa försök slog han sig ned i den av tibetaner bebodda delen av provinsen Sichuan. Bland hans många arbeten om Tibet märks främst ett stort, anonymt utgivet tibetanskt-latinskt-franskt lexikon.